# Potlacz

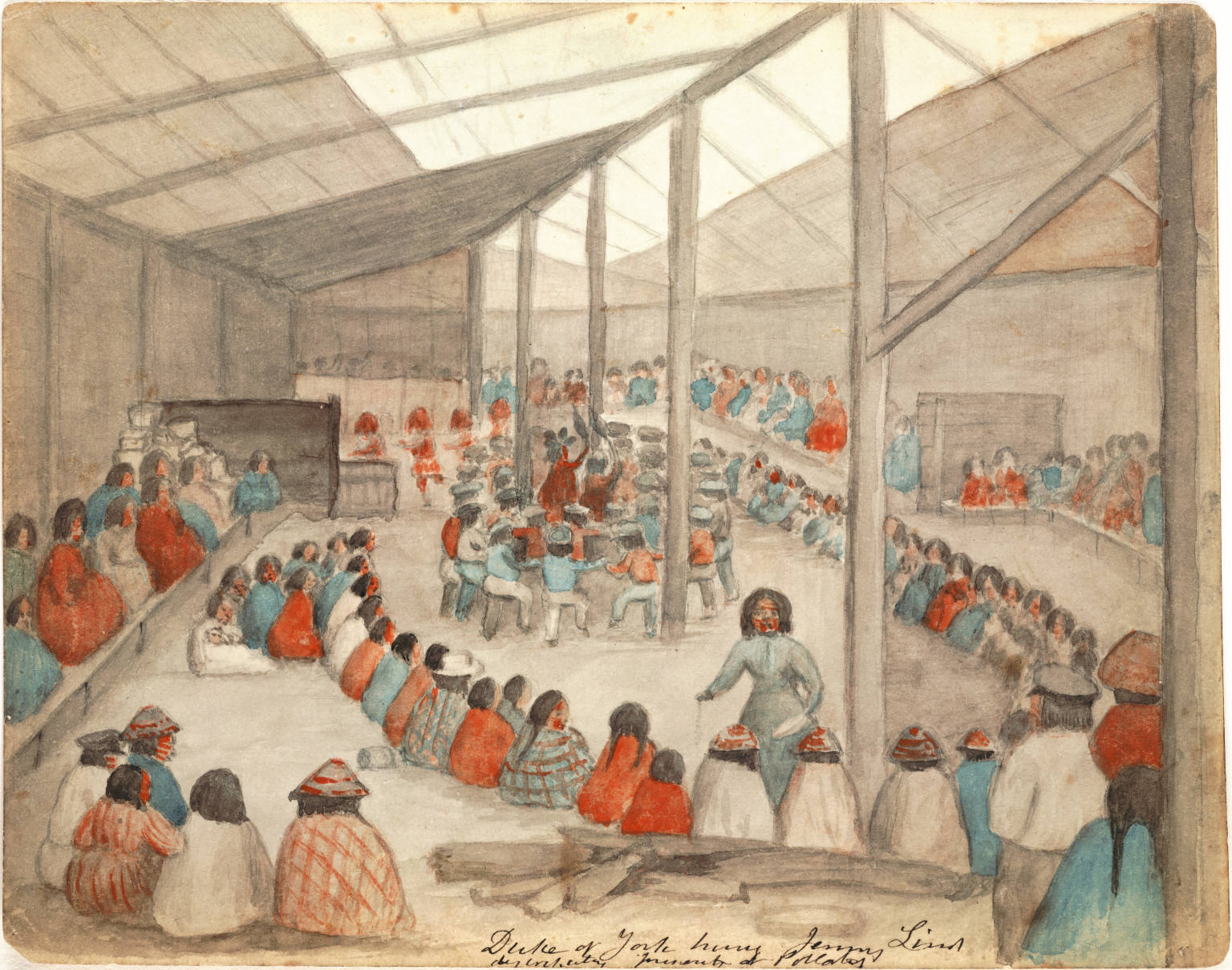
Żona Chetzemoki, wodza ludu Klallam (dzisiejszy Port Townsend, stan Waszyngton), rozdaje potlacz. Akwarela autorstwa Jamesa Gilchrista Swana (1818–1900)

Potlacz – ceremonia składania darów praktykowana przez plemiona zamieszkujące Północno-Zachodnie Wybrzeże Ameryki Północnej. Tradycyjnie potlacz podkreślał przełomowe momenty życia członków tych społeczności. Towarzyszył narodzinom nowych członków, inicjacji do tajnych związków, osiągnięciu pełnoletności, ceremoniom zaślubin oraz śmierci.  Najważniejszymi okazjami do zorganizowania potlaczu były: wyznaczenie spadkobiercy, małżeństwo, zdobycie i okazanie mocy religijnej, żałoba, wojna i nieszczęśliwy wypadek.

## Pochodzenie nazwy
Podstawową funkcją potlaczu według Alana McMillana była dystrybucja dóbr – tarcz miedzianych, koców, skór, biżuterii, mąki, cukru i innej żywności oraz przedmiotów codziennego użytku. Potwierdza to proweniencja nazwy – słowo potlacz oznacza dar w dialekcie Chinook, mowie powszechnie używanej podczas wymiany handlowej na obszarach Północno-Zachodniego Wybrzeża.

## Tło społeczne, polityczne, ekonomiczne

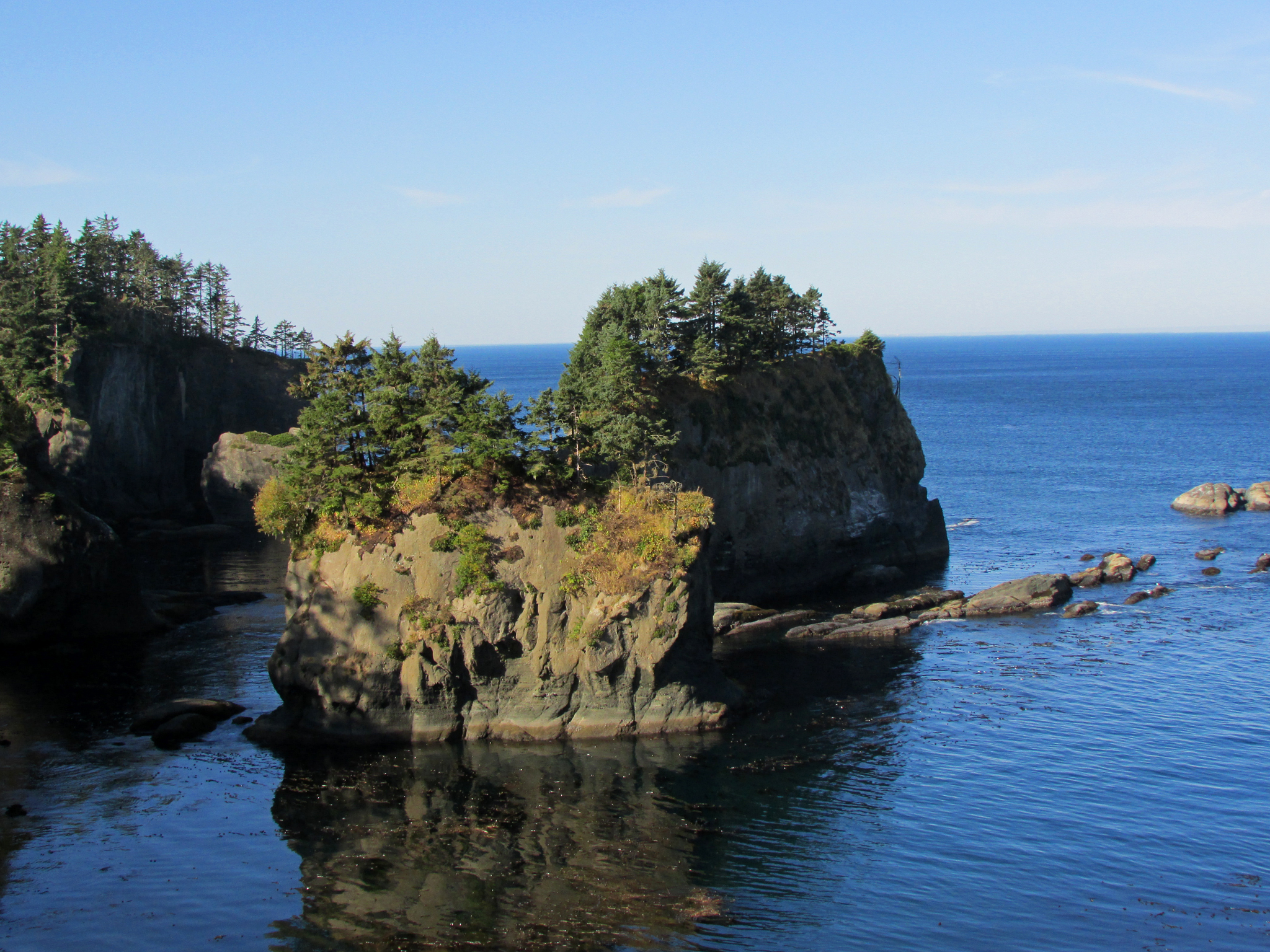
Krajobraz Wybrzeża Północno-Zachodniego Ameryki Północnej

Ludy zamieszkujące Północno-Zachodnie Wybrzeże, czyli plemiona Haida, Tlingit, Kwakiutlów czy Tsimshian przykładały ogromną wagę do dziedziczonych tytułów, rangi, statusu i prestiżu. Wodzowie nosili imiona podkreślające ich wysoką pozycję oraz kontrolowali dostęp do plemiennych terytoriów.  Poprzez umiejętne zarządzanie plemiennymi zasobami byli w stanie zgromadzić liczne dobra, które później mogli publicznie redystrybuować w trakcie uczt i potlaczy, co znacząco podkreślało ich status i rangę jako przywódców. Pozostali członkowie plemienia, nie posiadający tytułów ani przywilejów, również mieli swój udział w budowaniu prestiżu grupy – gromadzili oni żywność i dobra, które mogły być przy okazji takich okoliczności dystrybuowane. Dużą część populacji tych plemion stanowili niewolnicy, kupieni lub pojmani jako jeńcy wojenni, którzy wykonywali podobne prace i obowiązki co zwykli członkowie plemienia. W przeciwieństwie do nich byli jednak postrzegani jako część majątku wodza, więc mogli być sprzedani czy oddani w trakcie potlaczu lub nawet zabici przez wodza, który chciał zademonstrować, iż ich utrata nie uszczupli znacząco jego bogactwa.
Potlacz jako instytucja stanowił odzwierciedlenie tego,  jak kluczowe znaczenie dla wspomnianych społeczności miały status i ranga. Alan McMillan podkreśla, że każda zmiana w status quo wymagała od wodza oraz jego rodu zaproszenia świadków, którzy zatwierdziliby jego decyzje. Nawet roszczenia prawowitego dziedzica do jego tytułu musiały zostać uznane w trakcie potlaczu. Małżeństwo, narodziny dziedzica czy wzniesienie totemu były wydarzeniami, kiedy organizowano te rytuały. Wódz, który okrył się hańbą potykając się w trakcie ceremonialnego tańca lub pozwalając się wziąć do niewoli (co wymuszało na członkach jego plemienia konieczność zapłacenia za niego okupu) mógł poprzez organizację potlaczu zrehabilitować się w oczach swoich podwładnych.
Najbardziej wartościowe i najokazalsze dary otrzymywali w trakcie potlaczu wysoko postawieni goście. W rzeczywistości zatem rozmach uroczystości podkreślał przede wszystkim rangę gościa, a nie gospodarza. Przywiązywano więc ogromną wagę do kolejności wręczania darów, ich okazałości i odpowiedniego usadowienia gości. Alan McMillan pisze, że większość opisów antropologicznych dotyczących potlaczu odnosi się do późniejszego okresu funkcjonowania tego rytuału, już po zajściu znaczących zmian społecznych w społecznościach plemiennych. Wówczas to potlacze przyjęły wykrzywioną formę rozbuchanej rywalizacji na bogactwo. W tym późnym okresie miało miejsce inicjowane przez wodzów celowe, ostentacyjne, masowe niszczenie cennych przedmiotów czy żywności (przytaczane często w literaturze tematu), a mające na celu zdyskredytowanie ich rywali. Niszczono miedziane tarcze, palono na stosach drewniane canoe, wyrzucano żywność, zabijano niewolników. Skala zniszczeń był tak ogromna, że rząd kanadyjski zakazał organizowania potlaczy. Zakaz ten obowiązywał aż do 1951 roku.
Podsumowując wnioski dotyczące funkcji i interpretacji potlaczu Alan McMillan podkreśla, iż uroczystości te odgrywały kluczową rolę w kształtowaniu i podtrzymywaniu organizacji społecznej. W przypadku ludów niepiśmiennych potlacz stanowił instytucję legitymizującą prawo jednostki do wysuwania roszczeń związanych z jej statusem czy prawami. Potlacz pełnił również funkcję ekonomiczną umożliwiając redystrybucję żywności i dóbr. Był też swego rodzaju inwestycją lub „lokatą na przyszłość”. Wódz, który uszczuplił swój majątek organizując potlacz mógł być pewien, że zostanie zaproszony przez swego rywala w ramach rewanżu, co umożliwi mu odbudowanie nadszarpniętych zasobów.

## Potlacz – znaczenie i funkcja według badaczy

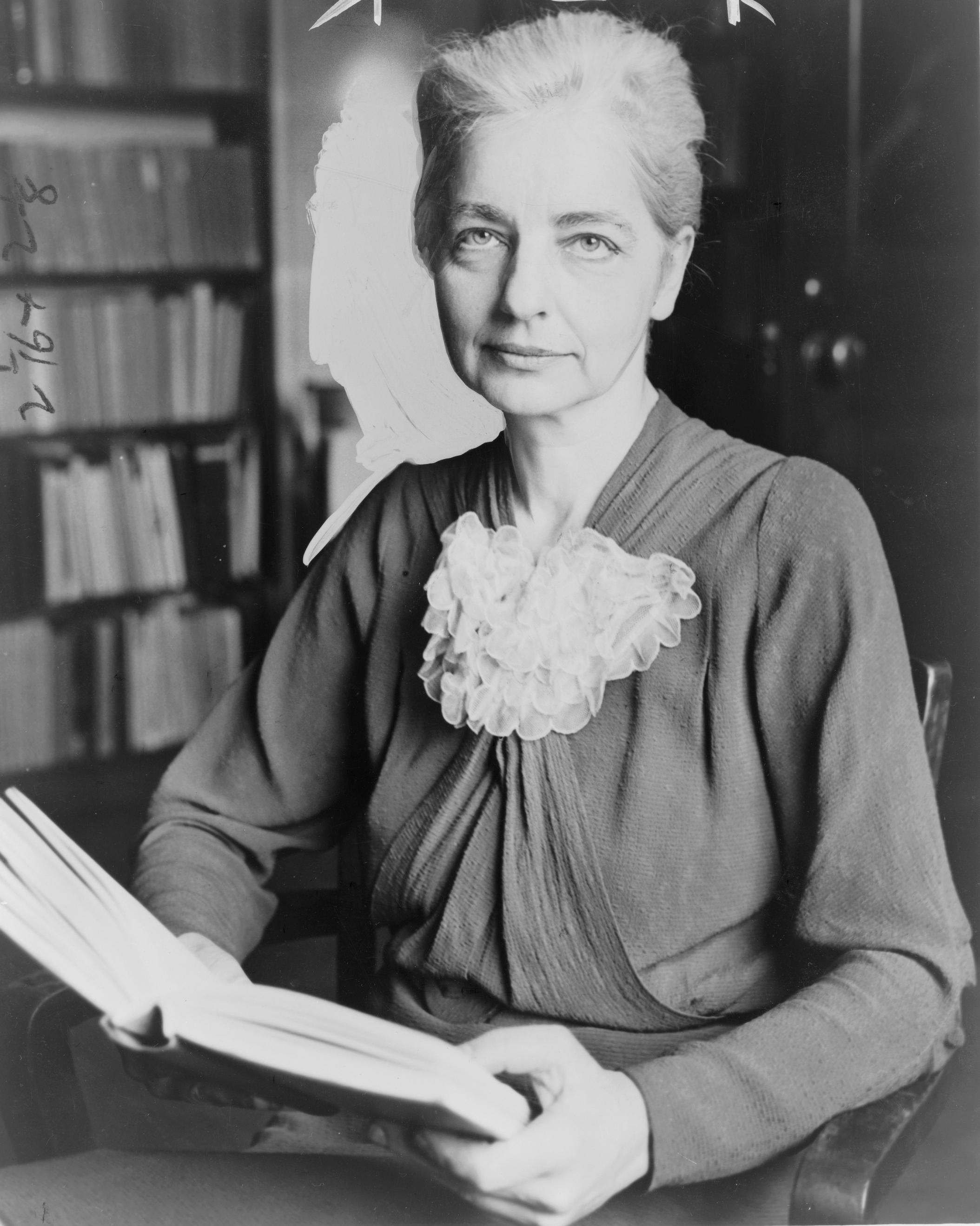
Ruth Benedict

### Ruth Benedict
Ruth Benedict stworzyła koncepcję twierdzącą, że różne kultury tworzą swego rodzaju „wzory”, możliwe do analizowania  w terminach psychologicznych. W swojej pracy poddała analizie i skonfrontowała kulturę Indian Wybrzeża Północno-Zachodniego ze strukturami społecznymi Indian Pueblo. Ci pierwsi zostali przez nią przyporządkowani to „dionizyjskiego” typu kultury, charakteryzującego się występowaniem silnego współzawodnictwa o status tak w życiu politycznym, jak i na poziomie indywidualnej jednostki, osiąganego przez gromadzenie dóbr oraz zobowiązujące obdarowywanie innych. „Dionizyjskość” przedstawicieli tej kultury przejawiała się też w porywczości i silnym poczuciu niezależności.
Cywilizacja ludów Północno-Zachodniego Wybrzeża opierała się gromadzeniu ogromnej ilości dóbr różnego typu osiąganych niewielkim nakładem pracy. Wody obfitowały w ryby, podstawę pożywienia lokalnych mieszkańców, które suszono oraz wydobywano z nich olej używany również w trakcie potlaczy. Polowano, poławiano wieloryby lub wykorzystywano te wyrzucone na brzeg. Zbierano dary lasu. Do zasobów żywności nie trzeba było dodawać płodów rolnych – ziemia ta z nawiązką zaspokajała wymagania życiowe jej mieszkańców. Istniały dwie kategorie własności: Ziemia (tereny myśliwskie i rejony zbioru darów lasu) i morze, użytkowane były wspólną własnością grupy krewnych. Własność odcinków brzegu i obszarów morskich (terenów rybackich) był określona i ściśle przestrzegana. Drugim bardziej znaczący rodzajem własności były mity, pieśni i przywileje, takie jak tytuły rodowe. Każda rodzina posiadała imiona tytularne, które przyjmowane były przez jednostki na podstawie prawa dziedziczenia i w zależności od możliwości finansowych. Tytuły te plasowały ich na elitarnej pozycji w plemieniu. Prawo do tytułu musiało być potwierdzone rozdzieleniem ogromnej ilości dóbr. Przy okazji potlaczy związanych z zawarciem małżeństwa czy osiągnięcia pełnoletniości przez wnuka gospodarz zawsze wykorzystywał możliwość, aby potwierdzić przyjęcie nowego imienia i łączących się z nim przywilejów swoich lub swojego dziedzica. Rywalizacja i rozgrywki mające na celu potwierdzanie i korzystanie z przywilejów uzyskanych od przodków lub przez małżeństwo były głównym punktem zainteresowań i osią wokół której obracało się życie Indian Północno-Zachodniego Wybrzeża.

Benedict pisze:  
Dla nich życie przedstawiało się jak drabina, której szczeblami były tytuły i związane z nimi przywileje. Osiągnięcie każdego następnego wymagało rozdzielania wielkich bogactw, które powracały z nawiązką, aby umożliwić wejście na jeszcze wyższy szczebel, do którego wspinający dążył. 
Benedict zachowanie Indian określa jako „megalomańską tendencję paranoidalną” ponieważ cały ich system gospodarczy koncentrował się wokół rozbuchanej rywalizacji mającej na celu walkę o prestiż, tytuły oraz zawstydzenie swojego rywala. Wódz osiągał zwycięstwo poprzez przekazanie swojemu rywalowi daru o większej wartości, niż to czym on mógł się zrewanżować lub przez zniszczenie swojej własności. W tym przypadku istniał jednak „hamulec społeczny” zabraniający wodzowi niszczyć bogactwo w stopniu, który mógłby spowodować całkowite zubożenie jego ludu i w konsekwencji doprowadzić społeczność do ruiny.
Badacze tacy jak Viola Garfield, Helen Codere, Philip Druckner zgodnie przyjmują, iż potlacz jest ostentacyjną i wyjątkowo udramatyzowaną formą dystrybucji dóbr inicjowaną przez członka danej wspólnoty posiadającego określoną, ugruntowaną, wysoką pozycję w ramach społeczności. Celem potlaczu jest zweryfikowanie dziedzicznego roszczenia do stanowiska wysuwanego przez tę jednostkę i utrzymanie go poprzez stałe podtrzymywanie i potwierdzanie swego prestiżu, rangi i chwały.

### George Peter Murdock
George Peter Murdock w odniesieniu do plemienia Haida podkreśla, iż przywództwo było, tak na poziomie klanu jak i gospodarstwa domowego dziedziczne. Własność zmarłego wodza, wdowa po nim, jego przywileje, autorytet i pozycja scedowane zostają na jego dziedzica, który musi uprawomocnić ten fakt w trakcie zorganizowanego na cześć zmarłego potlaczu.

### Viola Garfield
Potwierdza to również Viola Garfield, badaczka Indian Tlingit, którzy potlacz traktowali jako możliwość publicznego ogłoszenia roszczeń oraz ich legitymizacja w obecności świadków nadającej temu potwierdzeniu mocy prawnej. Bez przygotowania potlaczu, w trakcie którego należy wymienić wszelkie dobra należące do zmarłego i jego rodu oraz zaciągnięte długi, następca nie może objąć dziedziczonego stanowiska. Za przykład podaje też kwestię dziedziczenia ziemi. Spadkobiercy, którzy otrzymali prawo dziedziczenia ziemi zobowiązani są do zorganizowania potlaczu, w trakcie którego wszelkie okoliczności przejęcia ziemi zostają przedstawione, ogłoszone publicznie i zyskują uprawomocnienie, ponieważ każdy zaproszony uczestnik potlaczu staje się świadkiem tego faktu.

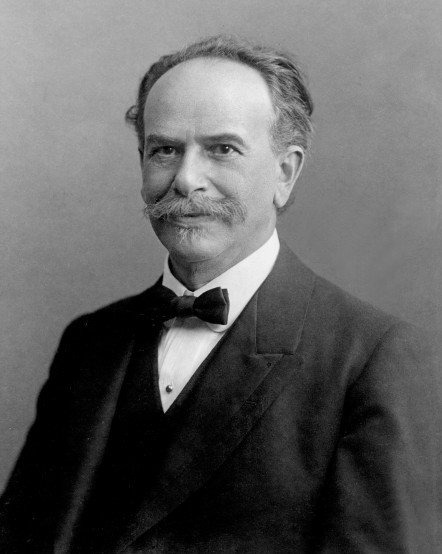
Franz Boas

### Franz Boas
Według Fransa Boasa potlacz stanowił integralną część organizacji społecznej u Kwakwaka'wakw. Był wyrazem poczucia wspólnoty i gościnności, ale również formą rywalizacji i konkurowania. Stanowił dla Europejczyków całkowicie nieznany zwyczaj. Zrozumienie podstaw jego funkcjonowania wzbogaciło wiedzę antropologów dotyczącą niezachodnich sposobów organizacji społecznej. Dary rozdawane podczas wystawnych uczt były sposobem na przetrwanie dla biedniejszych członków społeczności oraz stanowiły formę mobilizowania jednostek do wzmożonej pracy i zaangażowania w życie wspólnoty, co w efekcie zaowocować mogło poprawą ich sytuacji ekonomicznej. Była to forma aktywizowania członków społeczności przez wskazanie im drogi i celu, do którego mogli dążyć. Gościnność i hojność była dla wodzów sposobem na utrzymanie ich pozycji społecznej, a rywalizacja między klanami oznaczała, że zawsze istniał nacisk na produkcję większej ilości dóbr, aby móc rozdawać jeszcze więcej.
Boas twierdził też, że potlacz stanowił sposób na zapewnienie bezpieczeństwa materialnego potomkom w sytuacji, gdyby zostały osierocone w młodym wieku. Stanowił, więc pewna formę ubezpieczenia na życie.

### Andrew P. Vayda, Stuart Piddocke, Marvin Harris
Andrew P. Vayda twierdził, że kulturowe zjawiska takie jak potlacz stanowiły formę adaptacji, której celem było utrzymanie stabilności w relacji między człowiekiem a środowiskiem naturalnym i  jego zasobami poprzez redestrybucję dóbr od wodzów, którzy dysponują większymi zasobami do tych, którzy posiadają mniej.
Stuart Pinddocke potwierdza, iż zwyczaj ten miał  przeciwdziałać skutkom nierównego dostępu do zasobów naturalnych promując wymianę żywności między grupami, które w danym momencie posiadały nadwyżki żywności, a tymi cierpiącym niedostatek.
Marvin Harris podkreślał, że funkcje i forma potlaczu zmieniały się na przestrzeni dziejów. Potlacze organizowane przez Indian w  okresie poprzedzającym kontakt z Europejczykami miały być przede wszystkim formą adaptacji do warunków ekologicznych, co odpowiadało założeniom materializmu kulturowego. Dopiero w okresie późniejszym zaczęły pełnić funkcję manifestacji statusu, gubiąc po drodze swój pierwotny sens i przybierając przerysowaną formę.

### Homer G. Barnett
Homer G. Barnett wskazywał, że uczestnictwo w potlaczu stanowiło formę służby publicznej, ponieważ uczestnicy ceremonii często stawali się świadkami kluczowych dla danej społeczności momentów i legitymizowali tym samym roszczenia jej członków na przykład w przypadku sukcesji czy dziedziczenia.

### George Peter Murdock
George Peter Murdock wyróżnia u Haidów pięć głównych rodzajów potlaczy w zależności od ich funkcji:
1. WAAHLAL –  organizowany przy okazji wznoszenia Długiego Domu
2. SANG NAAGAD – organizowany z okazji wzniesienie słupa totemicznego
3. SAk'AA – uroczystość upamiętniająca zmarłego
4. GADAANG – organizowany przez osobę o wysokim statusie, która została znieważona
5. GAAN SANGAADA – organizowany przez osobę o wysokim statusie, której przytrafił się przy świadkach wypadek, nieszczęście i która chce zmazać w ten sposób hańbę (face-saving potlatch)[15].

## Opis przebiegu rytuału

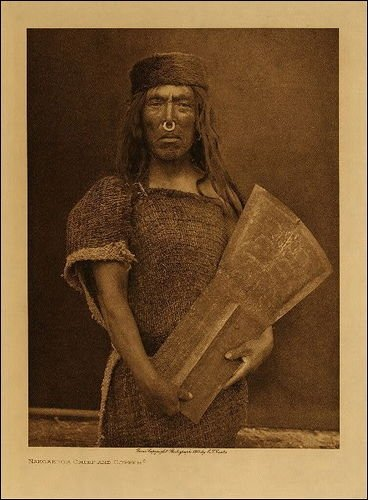
Mężczyzna z plemienia Kwakwaka'wakw trzyma w rękach miedzianą tarczę. Zdjęcie autorstwa Edwarda Curtisa.

Jeden z pierwszych opisów uroczystości jaką był potlacz można napotkać w dzienniku pokładowym Bernarda Magee, pierwszego oficera na statku Jefferson, jednej z dwóch jednostek, które przybiły do brzegów Północno-Zachodniego Wybrzeża Ameryki Północnej pod koniec XVIII wieku. Poza wspomnianym statkiem, dowodzonym przez kapitana Josiaha Robertsa, z Bostonu wypłynął również szkuner Resolution pod dowództwem kapitana Samuela Burlinga. Obie jednostki dobiły do brzegu w maju 1793 roku. Wspomniany w dzienniku potlacz odbył się w wiosce nazywanej przez lokalnych mieszkańców Custa (chodzi o wioskę Kiusta lub Kioosta), położonej na północno-zachodnim krańcu wyspy Grahama leżącej w obrębie archipelagu Wysp Królowej Charlotty (obecnie Haida Gwaii). Rejon ten po raz pierwszy odwiedził w 1787 roku George Dixon, a pierwszym Europejczykiem, który przebywał w wiosce Kiusta i spotkał się z jej wodzem noszącym imię Cunneah był William Douglas w 1789 roku. Kiusta stanowiła znaczący ośrodek handlu futrami wydr morskich w początkowej fazie jego rozkwitu.
Bernard Magee nie nazywa wydarzenia, którego był świadkiem w wiosce wodza Cunneah i opisanego przez siebie w dzienniku, potlaczem. Jednak w jego relacji pojawiają się wszystkie elementy charakterystyczne dla tej uroczystości, włączając wznoszenie słupa totemicznego, zawsze podkreślającego wzniosłość i powagę wydarzenia, któremu towarzyszyło. W tym przypadku uroczystość związana była ze zwyczajem przekłuwania warg i twarzy oraz ozdabiania ich biżuterią zwaną labret. Noszenie tych ozdób właściwe było osobom o wysokim społecznym statusie, głównie kobietom. Kształt ozdób, wykonanych zazwyczaj z drewna lub kości, różnił się w zależności od plemienia: u Haidów przybierał formę owalu, u ludu Tshimsian był bardziej wydłużony, a kobiety z plemienia Stickeen nosiły biżuterię o okrągłym kształcie.

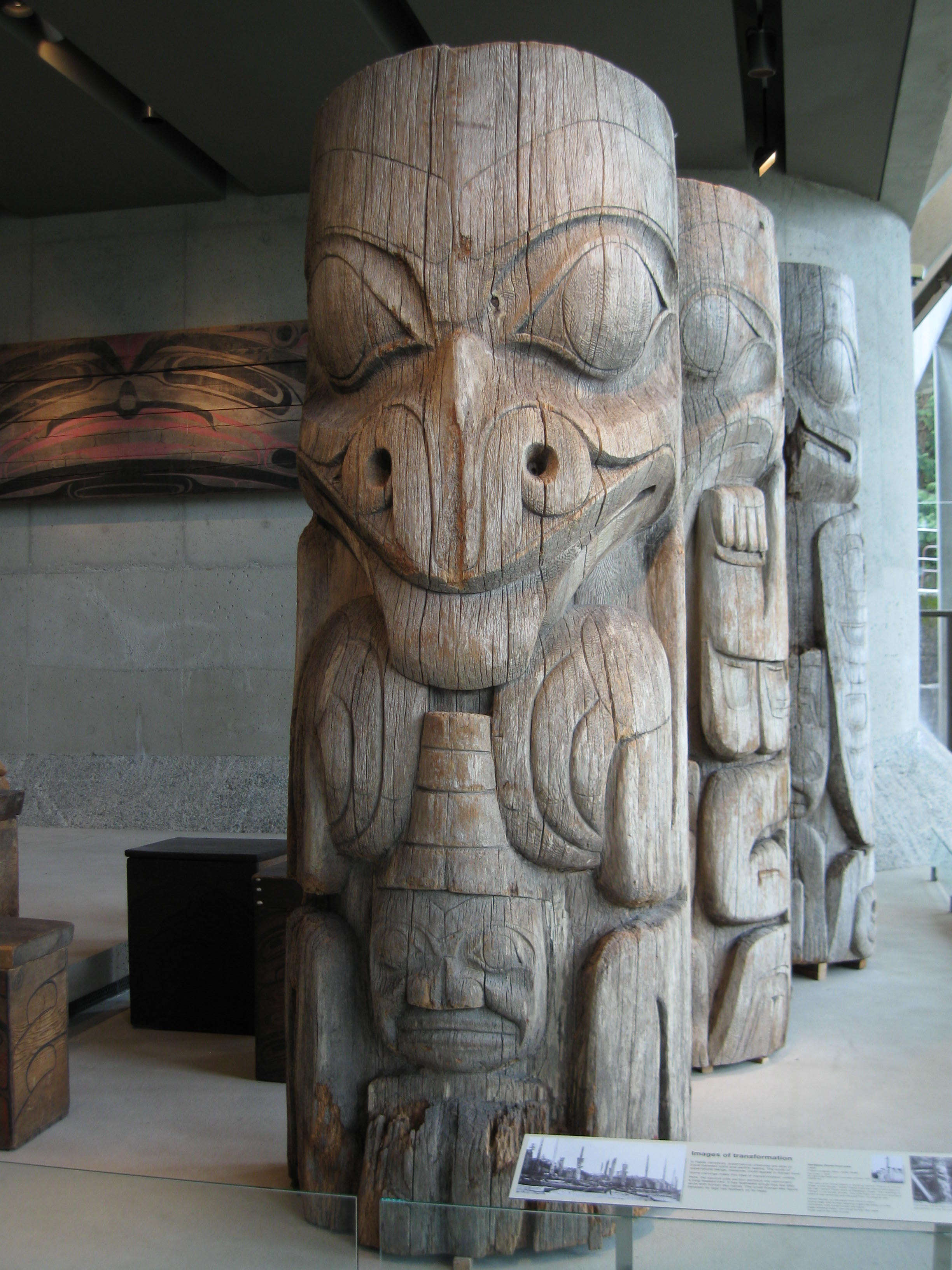
Słupy podtrzymujące ścianę frontową w domu plemienia Haida. Obecnie znajdują się w Muzeum Antropologii UBC.

W dzienniku Bernard Magee tak opisuje przebieg uroczystości:  
Dom, w którym odbywała się ceremonia był pełen tłoczących się gości i widzów. Uroczystość rozpoczęła się od przedstawienia na scenie (…) kandydatów, którzy mieli tego dnia przejść rytuał nacinania i przekłuwania twarzy. Wszyscy oni wyłaniali się zza sceny,  prowadzeni śpiewem wszystkich zgromadzonych współplemieńców i gości. Podobna oprawa towarzyszyła wnoszeniu i prezentowaniu darów. Dobra były pokazywane wszystkim obecnym, a następnie rzucane wszystkie razem na ogromny stos. Na stosach piętrzyły się zbroje (clamons), płaszcze z futer wydr morskich i szopów (cutsarks) oraz tarcze z żelaza i miedzi ozdobione ornamentami. Po prezentacji darów widzowie mogli opuścić budynek, a goście zaproszeni na ceremonię zostali rozmieszczani w określonym porządku wewnątrz domu. Następnie miał miejsce rytuał przekłucia warg dwóch dorosłych kobiet i dwóch małych dziewczynek. Po nim nastąpiło rozdanie zgromadzonych darów – Kapitan Roberts otrzymał pięć skór wydr morskich, a obecni tam wodzowie otrzymali dary odpowiednio do ich statusu. 

## Potlacz jako uhonorowanie zmarłego

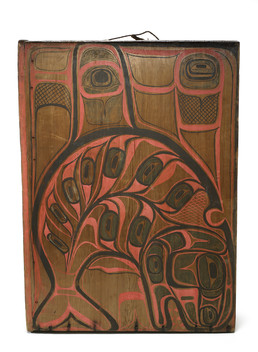
Bęben wykonany przez członka plemienia Tlingit z wizerunkiem Orki używany w trakcie ceremonii pogrzebowych (XIX wiek).

Członkowie plemienia Tlingit wierzyli, że zmarli mogą pomagać swoim żyjącym bliskim, ale również im szkodzić, sprowadzając chorobę lub śmierć, jeżeli ci, którzy pozostali na ziemi zapomną o swoich zmarłych przodkach. Tak długo jak zmarli byli wspominani przez żywych pozostawali nieśmiertelni i mogli ogrzać się przy ogniu w swoich pozaziemskich domostwach. Zapomniani przodkowie coraz bardziej oddalali się w zaświatach od ognia cierpiąc z zimna i głodu, a ich domostwa popadały w ruinę. Ich los w zaświatach zależał więc od myśli i pamięci ich żyjących potomków.
W przypadku śmierci ważnego członka plemienia potlacz stanowił kulminację serii rytuałów i ceremonii pogrzebowych. Zwyczaj nakazywał czuwanie przy zwłokach, kremację i organizację wystawnej uczty. Wszystkie te elementy, wraz z finalną ucztą, służyły wzmocnieniu sojuszu między klanem zmarłego a przeciwną moietą. Jej przedstawiciele odpowiedzialni byli za organizację części rytuałów pogrzebowych, w tym przygotowanie ciała i ostateczną kremację. Jeśli zmarły był osobą o wysokiej randze, zwyczajem było, że przedstawiciele przeciwnej moiety burzyli, a następnie odbudowywali jego dom, aby mógł służyć jego potomkom. Funkcją uczty potlaczowej było nie tylko uhonorowanie zmarłego, ale również umożliwienie zrewanżowania się członkom przeciwnej moiety za ich zaangażowanie i pomoc w organizacji ceremonii pogrzebowej. W uroczystości brali udział członkowie lineażu zmarłego oraz jego małżonki (jeśli zmarłym był mężczyzna) i goście pochodzący z innych klanów, z reguły zamieszkujących pobliskie wioski. Goście i gospodarze pojawiali się odziani w regalia (spódnice, koce Chilkat, maski, fartuchy) dzierżąc ceremonialne grzechotki, bębny i miedziane tarcze. Podawano przygotowane z pietyzmem jedzenie, a rozrywki obejmowały konkursy śpiewu, tańca i jedzenia.

## Przedmioty wymieniane w trakcie potlaczu i ich znaczenie
Dary rozdawane podczas ceremonii obejmowały przedmioty materialne (kapelusze, koce, fartuchy taneczne, malowane panele, maski, rzeźby) oraz bogactwo niematerialne (prawa do określonych tańców, piosenek, opowieści i prawo do używania herbu). Po kontakcie z Europejczykami darami mogły być przedmioty, które można było nabyć w drodze wymiany towarowo – monetarnej, w tym naczynia i narzędzia metalowe, europejską biżuterię, mąkę, cukier i gotówkę. Współcześnie towary wymieniane w potlaczach różnią się znacznie i obejmują zarówno wyroby ręcznie wykonane, jak i zakupione w sklepie.

Zakres przedmiotów wymienianych w trakcie potlaczu zmieniał się na przestrzeni czasu. W XIX wieku były to futra, drewniane rzeźbione skrzynie, koce, canoe oraz rybi olej. W XX wieku przeważały koce, miedziane bransolety, rzeźby oraz mąka i cukier (wpływ kolonizacji). Natomiast wiek XXI wiek poszerzył listę ofiarowywanych przedmiotów o współczesne dobra takie jak: tkaniny, przedmioty codziennego użytku, srebrną biżuterię czy t-shirty z klanowymi herbami.

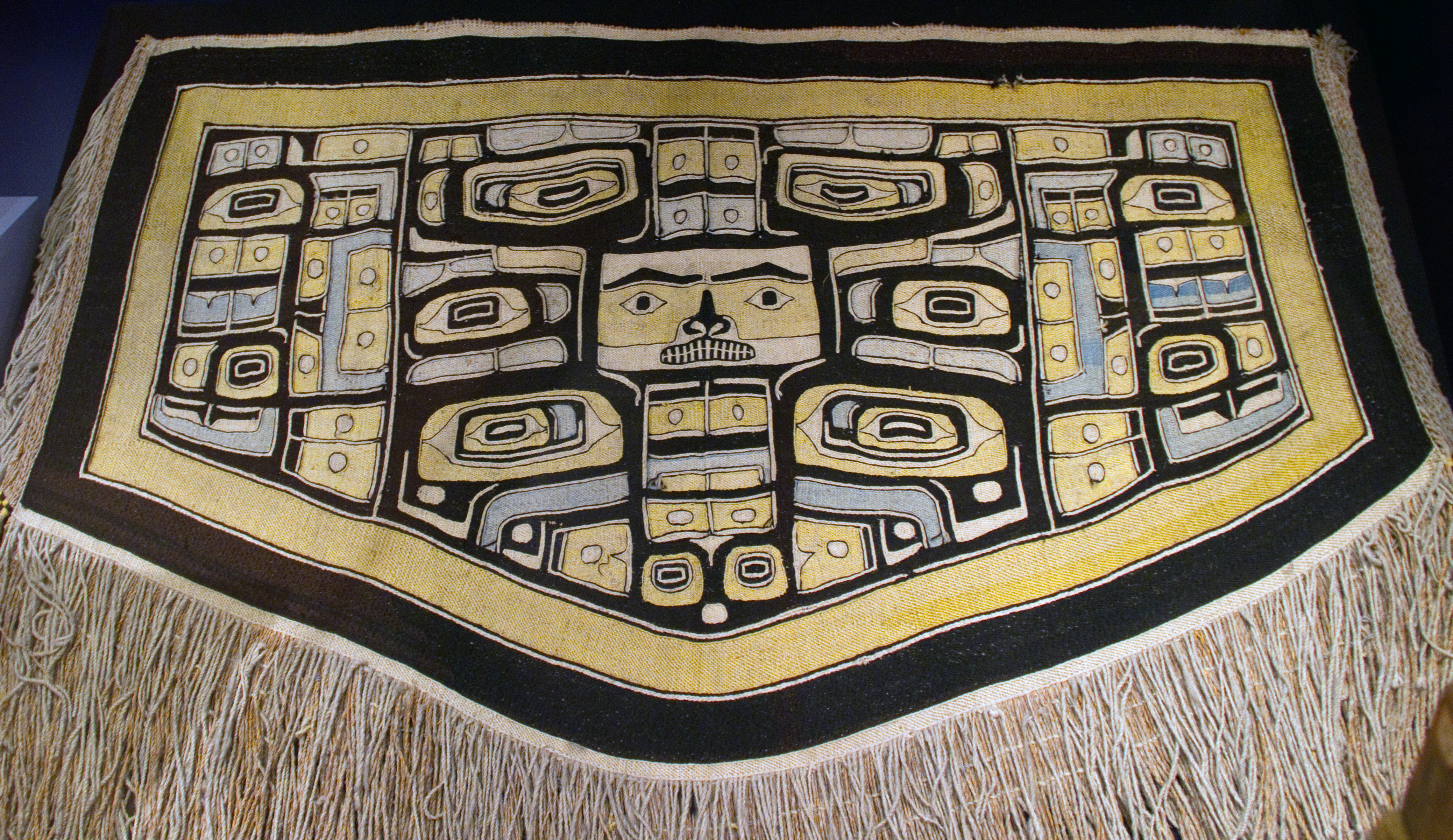
Misternie utkane i ozdobione koce Chilkat były przedmiotami wymienianymi w trakcie potlaczu

Skóry i futra, a w późniejszym okresie również koce rozdawane w trakcie ceremonii pogrzebowych stanowiły dary o znaczeniu symbolicznym. Odnosiły się do relacji między zmarłymi przodkami, a upamiętniającymi ich żyjącymi potomkami. Akt podarowania żałobnikom i gościom skór czy koców nazywano "ubieraniem gości". Obdarowani dziękowali gospodarzom za "ogrzanie ich". Pierwotnie goście reprezentujący w trakcie potlaczu zmarłego byli osobiście ubierani przez gospodarzy w ostatni dzień uroczystości pogrzebowych. Wyjazd gości po zakończeniu uroczystości stanowił symboliczne pożegnanie kiedy to zmarli opuszczają bliskich żywych na zawsze.
Misternie ozdabiane tarcze miedziane należały do najbardziej wartościowych przedmiotów w kulturze plemion  Północno-Zachodniego Wybrzeża. Ich wartość szacowana była poprzez zestawienie z innymi, mniej wartościowymi towarami: skórami, futrami oraz niewolnikami.  Niewolnicy nosili tarcze przed swoimi panami uderzając w nie jak w bębny.Tylko bardzo zamożni przedstawiciele szanowanych rodów byli właścicielami miedzianych tarcz i rzadko zdarzało się, że jedna osoba posiadała więcej niż kilka takich obiektów. Zgromadziwszy osiem tarcz osiągało się najwyższy możliwy status materialny. Tarcze, podobnie jak niewolnicy, stanowiły dar o najwyższym prestiżu, który ofiarować można było w trakcie ceremonii zaślubin. Niewolnicy mogli być w trakcie potlaczu zabici lub uwolnieni (zmiana wprowadzona w wyniku nacisków ze strony Europejczyków). Uwolnienie stanowiło ekwiwalent zabicia, ponieważ w obu przypadkach stawali się dla społeczności zmarłymi (niewolnik, który uzyskał wolność musiał opuścić społeczność, w której dotychczas żył). Niewolnicy zgładzeni w trakcie potlaczu pogrzebowego stawali się sługami przodków gospodarza w zaświatach.

## Zakaz organizacji potlaczu
W roku 1885 kanadyjski rząd prawnie zakazał organizacji ceremonii potlaczu. Zakaz ten został zniesiony dopiero w 1951 roku. Decyzja podjęta przez rząd, nie była pomysłem nowym. Misjonarze i urzędnicy federalni próbowali zakazać tego zwyczaju, odkąd przybyli do Kolumbii Brytyjskiej. Próby te jednak były nieudane i dopiero kanadyjski rząd federalny wprowadził oficjalny zakaz. Ograniczenia te miały na celu rozbicie struktur społecznych plemion indiańskich i marginalizację ich kultury. Przedstawiciele ludności rdzennej byli prześladowani, wodzowie i plemienna arystokracja byli karani więzieniem za praktykowanie swoich zwyczajów. Ceremonialne przedmioty jak maski i grzechotki podlegały konfiskacie lub były palone, rozbierano budynki związane z kultywowaniem rytuałów.
Przykładem, który obrazuje bezwzględne podejście rządu kanadyjskiego do zakazu organizacji ceremonii jest reakcja na jeden z największych potlaczy, które odbyły się na wybrzeżu Kolumbii Brytyjskiej. Uroczystość zorganizowano w 1921 roku w wiosce imMimkwa̱mlis (Village Island). Władze federalne nakazały wówczas aresztowanie czterdzieści pięciu osób. Uczestnicy mieli do wyboru albo pozwolić na konfiskatę przedmiotów ceremonialnych (miało to uniemożliwić społeczności organizację kolejnych ceremonii), albo pójście do więzienia. Skonfiskowano kolekcję masek, grzechotek i innych cennych regaliów (w sumie ok. 600 przedmiotów). Przedmioty zostały wywiezione z wyspy i zaprezentowane jako trofea w sali parafialnej kościoła anglikańskiego w Alert Bay. Było to szczególnie trudne dla społeczności Kwakwaka'wakw, ponieważ przedmioty były przez nich uznawane za święte, a surowa tradycja wymagała, aby były przechowywane w miejscu niewidocznym, gdy nie były używane pomiędzy ceremoniami.
Indiański agent William Halliday wystawił skonfiskowane towary w na widok publiczny za opłatą. Pojawili się liczni prywatni kolekcjonerzy, którzy zakupili część przedmiotów ceremonialnych. Halliday sprzedał 33 przedmioty Georgeowi Heye’owi z Nowego Jorku, który później założył Muzeum Indian Amerykańskich (obecnie Muzeum Narodowe Indian Amerykańskich). Większość kolekcji została następnie podzielona między Victoria Memorial Museum (obecnie Canadian Museum of History) i Royal Ontario Museum.
Kolekcje sztuki plemion Tlingit, Haida i Kwakiutlów znajdują się również w National Museum of the American Indian, Haida Gwaii Museum, Haida Heritage Centre, American Museum of Natural History.